# Trang sức

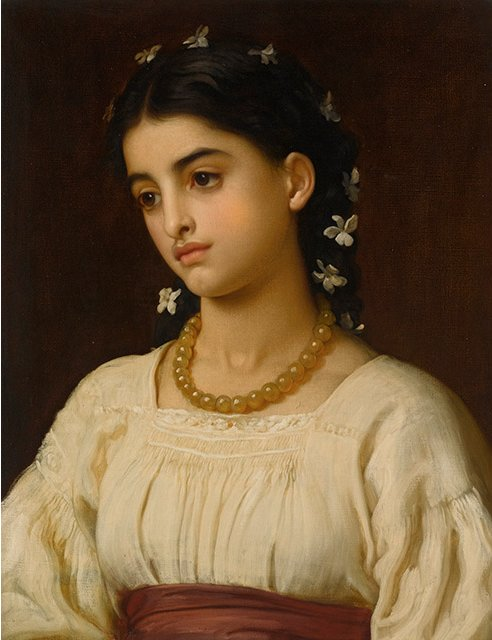
Bức họa phẩm thiếu nữ đeo trang sức của họa sĩ Leighton

Trang sức (hay còn gọi là nữ trang), là những đồ dùng trang trí cá nhân, ví dụ như: vòng cổ, nhẫn, vòng đeo tay, khuyên, thường được làm từ đá quý, kim loại quý hoặc các chất liệu khác. Từ trang sức trong tiếng Anh là jewellery bắt nguồn từ jewel được anh hóa từ tiếng Pháp cổ "jouel" vào khoảng thế kỷ 13. Nó cũng bắt nguồn từ tiếng Latinh "jocale", có nghĩa là đồ chơi. Đồ trang sức là một trong những hình thức trang trí cơ thể cổ xưa nhất. Gần đây người ta đã tìm thấy những chuỗi hạt 100.000 năm tuổi được tin là một trong những món đồ trang sức cổ nhất từng được biết đến.